# Ескадрені міноносці типу «Алессандро Поеріо»
Ескадрені міноносці типу «Алессандро Поеріо» (італ. Classe Alessandro Poerio) — серія лідерів ескадрених міноносців ВМС Італії початку XX століття.

## Представники
| Корабель                                                 | Виготовлювач     | Закладено           | Спущено              | У строю             | Статус                                                         |
| -------------------------------------------------------- | ---------------- | ------------------- | -------------------- | ------------------- | -------------------------------------------------------------- |
| «Алессандро Поеріо» «Alessandro Poerio» «Уеска» «Huesca» | «Ansaldo», Генуя | 25 червня 1913 року | 4 серпня 1914 року   | 25 травня 1915 року | Проданий Іспанії у 1938 році Зданий на злам у червні 1948 року |
| «Чезаре Россарол» «Cesare Rossarol»                      | «Ansaldo», Генуя | 30 червня 1913 року | 15 серпня 1914 року  | 6 серпня 1915 року  | Підірвався на міні та затонув 16 листопада 1918 року           |
| «Гульєльмо Пепе» «Guglielmo Pepe» «Теруель» «Teruel»     | «Ansaldo», Генуя | 2 липня 1913 року   | 17 вересня 1914 року | 20 серпня 1915 року | Проданий Іспанії у 1938 році Зданий на злам у червні 1953 року |

## Конструкція
Після невдачі з розробкою бронепалубних крейсерів типу «Ніно Біксіо» (які мали постійні проблеми із силовою установкою) ВМС Італії замовили фірмі «Ansaldo» серію кораблів, що були компромісом між бронепалубними крейсерами та есмінцями. Клас отримав назву «Алессандро Поеріо».
За своїми характеристиками це були лідери ескадрених міноносців, у складі ВМС Італії вони класифікувались як «легкі розвідники» (італ. Esploratore Leggero).
Озброєння кораблів складалось з шести 102/35-мм гармат. Спочатку планувалось встановити 8 торпедних апаратів (4 x 2), але зрештою їх кількість зменшили до 4 (2 x 2).
У 1918 році на кораблях 102/35-мм гамати замінили на новіші 102/45-мм.
У 1916 році на «Гульєльмо Пепе» встановили дві 76-мм зенітні гармати, але у 1917 році їх демонтували. У 1917-1918 роках на всіх трьох кораблях встановили по дві 40-мм гармати Vickers QF 2.
У 1921 році кораблі перекласифікували в ескадрені міноносці.
У 1938 році «Алессандро Поеріо» і «Гульєльмо Пепе» були продані Франкістській Іспанії, де прослужили до початку 1950-х років.